# Tonkinatus bimaculatus
Tonkinatus bimaculatus – gatunek kosarza z podrzędu Laniatores i rodziny Epedanidae. Jedyny znany przedstawiciel monotypowego rodzaju Tonkinatus.

## Występowanie
Gatunek znany z Tonking.